# Myosotis koelzii
Myosotis koelzii är en strävbladig växtart som beskrevs av H. Riedl. Myosotis koelzii ingår i släktet förgätmigejer, och familjen strävbladiga växter. Inga underarter finns listade i Catalogue of Life.